# Rudolf Bartonec
Rudolf Bartonec (14 aprile 1916 – 22 dicembre 2002) è stato un calciatore cecoslovacco.